# Pauline Jannault-Lo
Pauline Jannault-Lo, née le 13 janvier 1987 à Ermont (Val-d'Oise), est une joueuse de basket-ball française évoluant au poste d’ailière.

## Biographie
Championne de France LFB 2010 avec Tarbes, elle est appelée par le sélectionneur national. Elle est dans la sélection des douze joueuses retenues pour disputer le Mondial 2010.
En 2011, elle quitte Tarbes pour rejoindre Perpignan en Ligue 2, club qui obtient cette année-là l'accession en LFB.
Relégué en Ligue 2, Perpignan est de nouveau sacré champion de Ligue 2 en s'imposant face à COB Calais (77-56) en finale, où elle inscrit 18 points, 6 rebonds et 2 passes. Sans club après la rétrogradation administrative de Perpignan, elle retrouve l'élite en signant à Bourges comme joker médical d'Endy Miyem. Elle y remporte un second titre de championne de France.
Après une année blanche pour cause de maternité, elle s'engage pour 2016-2017 avec un relégué en LF2, Toulouse. Mais dès fin octobre, elle est remplacée par Alice Nayo pour cause de grossesse
.

## Carrière en club
| Saisons   | Équipe                                | Pays   |
| 2000-2002 | Ermont                                | France |
| 2002-2003 | Centre fédéral de Toulouse (NF2)      | France |
| 2003-2005 | Centre fédéral                        | France |
| 2005-2009 | USO Mondeville                        | France |
| 2009-2011 | Tarbes GB                             | France |
| 2011-2014 | Basket Catalan Perpignan Méditerranée | France |
| 2014-2015 | Tango Bourges Basket                  | France |
| 2016-     | Toulouse Métropole Basket             | France |

## Palmarès

### Club
compétitions nationales 

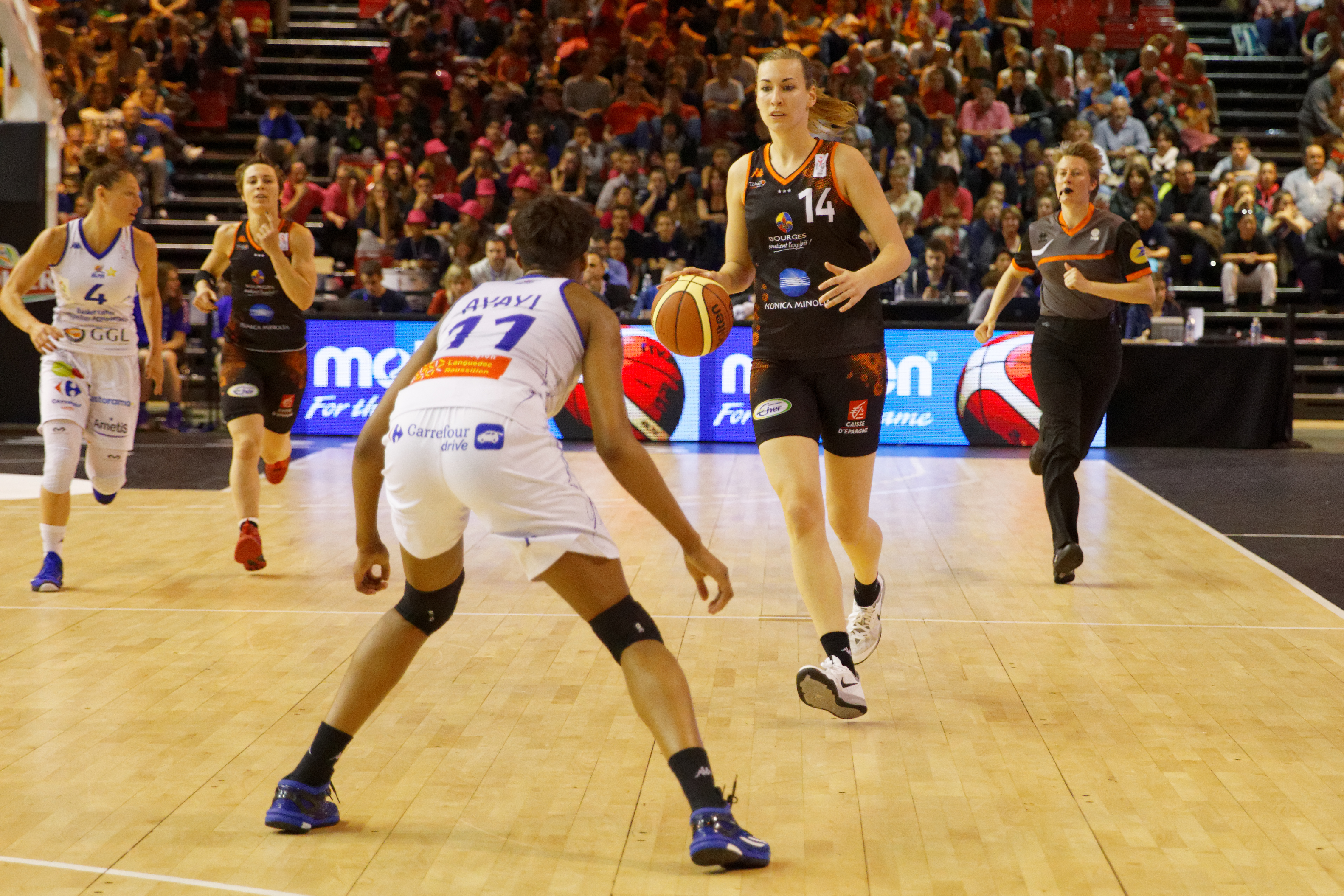
Avec Bourges en finale de la Coupe de France 2015.

- Vice-championne de France de NF1 en 2004
- Championne de France : 2010 et 2015[7].
- Championnat de France de basket-ball de Ligue féminine 2 : 2012, 2014

### Sélection nationale
compétitions de jeunes
- Médaille de bronze au championnat du monde espoirs 2007
- Médaille de bronze au championnat d’Europe 20 ans et moins 2007
- Médaille de bronze championnat d’Europe 20 ans et moins en 2006
- Médaille de bronze du championnat d’Europe junior en 2005

Autres
- Début en Équipe de France le 13 septembre 2008 contre la Roumanie.